# Califat fatimide
909–1171
Entités précédentes :
- Califat abbasside
- Aghlabides
- Rostémides
- Idrissides

Entités suivantes :
- Zirides
- Empire seldjoukide
- Comté de Sicile
- Royaume de Jérusalem
- Sultanat ayyoubide

Le Califat fatimide était un califat islamique chiite ismaélien, mené par la dynastie des califes fatimides, qui régna depuis l'Ifriqiya (entre 909 et 969) puis depuis l'Égypte (entre 969 et 1171).
Fondé en 909 par Ubayd Allah al-Mahdi avec l'appui des tribus Berbères Ketamas du Maghreb central (Algérie actuelle) acquises au chiisme, il englobe par la suite une grande partie de l'Afrique du Nord, la Sicile et une partie du Moyen-Orient.
Les Fatimides sont issus de la branche religieuse chiite des ismaéliens pour laquelle le calife doit être choisi parmi les descendants d'Ali, cousin et gendre du prophète de l'islam Mahomet et de Fatima Zahra, fille du prophète. Ils considèrent les Abbassides sunnites comme des usurpateurs de ce titre. Le califat prend son essor en Ifriqiya où Ubayd Allah al-Mahdi, qui arrive de Syrie, centre de la propagande fatimide, trouve un terrain préparé par des missionnaires propagandistes. En l'occurrence, Abu Abd Allah ach-Chi'i, envoyé en Afrique du Nord, sait gagner à sa cause les Berbères Ketamas, tribu qui était établie à l'est de l'actuelle Algérie, ce qui lui permet de renverser le pouvoir local aghlabide. Après un intermède en Ifriqiya, les Fatimides s'établissent dans la ville du Caire qui, pendant leur règne, prendra un essor considérable. L'épopée fatimide vers l’Égypte est singulière : pour la première fois le mouvement de conquête part de l'Occident (berbère) vers l'Orient (arabe), laissant également un pouvoir berbère — les Zirides — au Maghreb.

## Histoire

### Période maghrébine
Les Fatimides sont une dynastie chiite ismaelienne qui fait remonter ses origines à Fatima, la fille du prophète Mahomet et épouse d'Ali ibn Abi Talib. La dynastie a été fondée en 909 par Ubayd Allah al-Mahdi, qui prétend être de lignée alide ismaélienne. Il donne naissance au mouvement en s'appuyant sur les tribus Ketamas de petite Kabylie, puis du Constantinois qu'il a converties à l'islam chiite ismaélien.
Les ismaéliens s’intéressent à la région formée par l'ensemble composée de la Petite Kabylie, des Aurès et du Hodna, de la fin du IXe au milieu du Xe siècle. Cette région, berceau de la révolte des ismaéliens dans l’Occident islamique, est qualifié de Dār al-hijra et comprend la zone d'implantation des Ketamas, piliers du régime fatimide.
À l'origine du mouvement fatimide on trouve le dâ`i ismaélien Abu Abd Allah ach-Chi'i, un Arabe yéménite. Entre la fin du IXe et le début du Xe siècle, il prêche au profit des Fatimides depuis Ikjan, dans les Babors en petite Kabylie où il trouve un écho favorable, parvenant à se rallier de nombreux partisans chez les Berbères. C'est à partir de cette région qu'il lance une révolte contre les Aghlabides de Kairouan.
En 909, Abu Abdallah parvient à délivrer l'imam ismaélien Ubayd Allah et à l'introniser. Ce dernier, contrôle une grande partie du Maghreb, de l'extrémité est du Maroc à la Libye (aujourd'hui Algérie, Tunisie, Libye) est alors suffisamment puissant pour contester l'autorité du calife de Bagdad.
À partir de l'année 911, les Fatimides lancent une vaste campagne militaire au Maghreb. Ils progressent rapidement et capturent la ville de Tahert, la capitale des Rostémides.
Le calife fonde la ville de Mahdia, sur une presqu’île du Sahel tunisien, et la choisit pour capitale. Il s'y proclame lui-même calife en 916 (ce qui devait d'ailleurs encourager l'émir de Cordoue à faire de même en 929, établissant un califat omeyyade en Espagne).
Après qu'une réorganisation de leur flotte a été initiée, et en réponse à une série de raids lancés par des rebelles depuis la Sicile, les Fatimides parviennent à asseoir leur domination sur cette île vers 916, malgré la forte résistance de la population civile locale,.
Après s'être concentrés pendant une période sur l'est du Maghreb, les Fatimides décident de pousser à l'ouest. Ils décident de s'appuyer sur les Meknassas de la Moulouya ou de la vallée du Chelif, avec à leur tête Messala ben Habbous, plus grand général du Mahdi. Ce sont ces derniers qui chassent les Idrissides de Fès pour le compte des Fatimides. Ils s'emparent également de Sijilmassa, qui était alors la capitale de l'émirat des Midrarides,,. Lors de leur période maghrébine, les Fatimides ne se contentèrent pas de rêver d'Orient mais se projetèrent également dans un contexte méditerranéen.
Les Ketamas finissent cependant par perdre la confiance des Fatimides, qui leur préféreront les Zirides d’Ifrīqiya et les Kalbites de Sicile quand ils transféreront le cœur de leur pouvoir vers l’Orient.
En 960, une expédition menée par Jawhar le Sicilien et Ziri Ibn Menad permet aux fatimides de reconquérir et contrôler brièvement Tlemcen, Tihert, Fès, Sijilmassa et le Rif,,,,,,,,.

### Période égyptienne
En 969, les Fatimides conquièrent l'Égypte, grâce au général Jawhar al-Siqilli, sur ordre du calife al-Mu‘izz. Ils entrent à Fustât le 7 juillet 969, dans un pays désorganisé et en proie à la famine. Ils fondent, près de cette ville, une nouvelle capitale qu'ils nomment al-Qâhira (Le Caire), ce qui signifie « la Victorieuse ». Le Caire devient la capitale des Fatimides, qui s'y installent à la suite d'un soulèvement en Ifriqiya, mené par un chef berbère du nom d'Abu Yazid, et laissent les Zirides en tant que gouverneurs de leurs territoires en Afrique du Nord. L'entreprise fatimide est originale en ce sens qu'elle constitue alors une conquête de l'Orient (arabe) par l'Occident (berbère) et qu'elle conduit à installer un pouvoir local berbère (les Sanhadja zirides) dans leurs possessions au Maghreb. Les Ketamas, dépaysés depuis les montagnes du Maghreb central au Nil, finissent par se forger une nouvelle identité pour se fondre dans une origine mythique himyarite (du Yémen) officialisée par un ouvrage, Al-sıra al-Kutamiyya al-H˙imyariyya, du chroniqueur Haydara ben Muhammad ben Ibrahim. La puissante communauté tribale devient ainsi une communauté ethnique d'un quartier du Caire : la Hara des Kutamis.
Les Fatimides continuèrent à étendre leurs conquêtes jusqu'à la Syrie et parvinrent à s'établir à Malte et en Sicile, et à mettre temporairement un pied en Italie méridionale. Devenu cité impériale, avec les deux palais et la mosquée Al-Azhar, Le Caire est entouré d'un rempart de calcaire, à la fin du XIe siècle, par les architectes byzantins. Un siècle après, miné par la peste et l'inflation, l'Empire fatimide s'effondre sous les coups du Royaume franc de Jérusalem.
Les Fatimides acceptent dans leur administration, non sur des critères d'appartenance tribale, ethnique ou même religieuse, mais principalement sur le mérite et la compétence, les membres des autres obédiences de l'islam : ils sont admis aux plus hautes fonctions, et cette tolérance est même étendue aux juifs et aux chrétiens ; ainsi, plusieurs vizirs fatimides étaient chrétiens, et de nombreux juifs ont pu obtenir des postes au sein de la chancellerie.

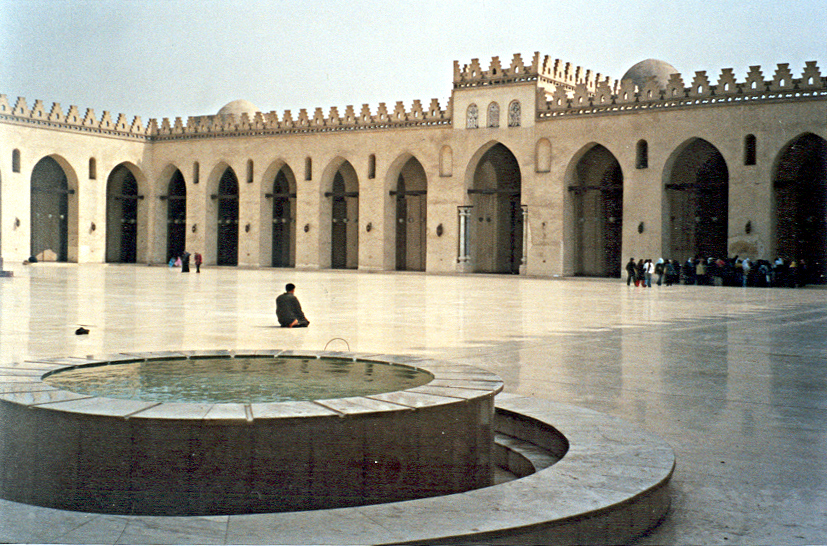
Mosquée Al-Hakim au Caire.
Commencée sous le règne d'al-Azîz Billâh, elle fut terminée en 1013, sous celui de son fils al-Hâkim, dont elle porte le nom.

L'Empire continue à prospérer jusqu'au calife Al-Hakim dont le règne commence par l'achèvement au Caire de la grande mosquée entre Bâb al-Futuh et Bâb an-Nasr (la mosquée Al-Hakim), commencée sous le règne de son prédécesseur, al-Azîz Billâh. Contrairement à la tradition, celui-ci se mêle au peuple pour mieux en apprécier les sentiments.
On lui doit la fondation de la maison de la sagesse (en arabe : Dâr al-Hikma ou Dâr al-‘ilm), dans laquelle est favorisée l'étude des sciences hellénistiques. Juristes, médecins, astronomes, mathématiciens fréquentent son importante bibliothèque.
La seule exception à la politique de tolérance religieuse des Fatimides intervint sous le règne d'al-Hâkim. Ce dernier est mal dépeint dans les sources sunnites (Ibn al-Athîr, Ibn Khallikân, Ibn al-Sayrafî (en)…), souvent comme un dictateur et un tyran, ce qui rend l'étude de son règne difficile. P.K. Hitti, dans The Origins of Druze People and Religions, prend une attitude critique vis-à-vis de ces sources qu'il trouve trop négatives pour être totalement vraies.
Selon l’historien al-Maqrîzî (m. 1442), la vie économique et sociale s’était détériorée à cette époque. Le dâ`i ismaélien Hamîd al-dîn Kirmânî (m. 1021), dans son traité Al-risâlat al-wâ‘iza, a décrit cette période critique où une grande famine sévit de 999 à 1005. D'après P.J. Vatikiotis, plusieurs des mesures hostiles prises temporairement par Al-Hakim pouvaient être expliquées par le contexte historique. En effet, une partie de la population était perturbée par la prospérité croissante des Ahl al-Kitâb (juifs et chrétiens) et leur puissance grandissante dans l'État. Al-Hakim voulait probablement contrecarrer l'Empire byzantin, qui menaçait la Syrie septentrionale. En 1009, Al-Hakim ordonne la destruction de l'église du Saint-Sépulcre à Jérusalem.
Une attitude rigide d'Al-Hakim vis-à-vis des femmes, temporaire, fit suite à une intrigue de palais sur l'instigation de sa sœur Sitt al-Mulk. Selon al-Maqrîzî, en confisquant la propriété des femmes, Al-Hakim désirait restreindre sa mère et sa sœur qui, dépourvues d'argent, ne pourraient plus fomenter de nouvelles intrigues. Si l’on considère toute la période fatimide dans son ensemble, on doit souligner que les musulmans, les juifs et les chrétiens ont vécu paisiblement et ont travaillé ensemble pour le bien-être de l'Empire dans toute l'Ifrîqiyya.
Al-Hakim disparaît le 13 février 1021, lors d'une promenade nocturne sur le mont Muqattam, après s'être éloigné de deux écuyers auxquels il avait donné l'ordre de l'attendre. Cinq jours après, on retrouve ses vêtements lacérés de coups de poignards. Il aurait été assassiné à l'instigation de sa sœur Sitt al-Mulk, ou assassiné par un inconnu.
Les druzes, qui de nos jours subsistent au Liban, en Syrie, en Jordanie et en Israël, croient à une occultation (ghayba) d'Al-Hakim qui est resté célèbre pour le caractère divin que certains de ses partisans lui attribuèrent et qui devint le centre de la foi druze. Déjà en 1017, deux Persans avaient affirmé qu'Al-Hakim était la manifestation de l'intellect divin. Sa disparition renforça la croyance, et c'est ainsi qu'est née la religion des druzes. Pour eux, Al-Hakim est le « Messie islamique » (Mahdî) dont on attend le retour.

### Déclin
À partir de 1060, le territoire des Fatimides se réduit jusqu'à ne plus comprendre que l'Égypte. Aux Hammadides, indépendants depuis 1018, s'ajoutent les Zirides qui s'émancipent de la tutelle fatimide en 1048 et reconnaissent le Califat abbasside de Bagdad. En représailles, les Fatimides provoquent l'invasion du Maghreb par les Hilaliens. En 1073, les Turcs Seldjoukides s'emparent de Jérusalem. Leur intolérance religieuse devient l'un des facteurs de l'appel chrétien à la Croisade en 1095. Profitant des luttes internes et de la progression des croisés à travers l'Empire seldjoukide, les Fatimides récupèrent Jérusalem en 1098.
Toutefois, l'année suivante, les croisés chassent les Fatimides de Jérusalem. Vingt jours après la prise de Jérusalem par les croisés, l’armée d’Al-Afdhal, vizir fatimide d'Égypte, forte de trente mille hommes, atteint la Palestine et prend place près d'Ascalon, où le calife fatimide Al-Mustansir Billah avait fait construire l'année précédente un autel commémoratif ou sanctuaire (arabe : مَشْهَد mašhad, « lieu d'un martyr ») pour y recevoir le crâne de Husayn, troisième imam chiite.
Le vizir Al-Afdhal envoie des émissaires à Godefroy de Bouillon, lui proposant un arrangement si celui-ci quitte la Palestine. Ce dernier refuse et marche sur l'armée égyptienne, qu'il met en déroute le 12 août 1099, faisant dix mille victimes. Au bout d'un long siège, les croisés parviennent à s'emparer temporairement d'Ascalon, en 1102. Neuf ans plus tard, le frère cadet de Godefroy de Bouillon, Baudouin Ier, roi de Jérusalem, réussit à obtenir un tribut du gouverneur fatimide d'Ascalon. Mais, en juillet 1111, ce dernier est assassiné, et la population se révolte contre les croisés, qui ont pris le contrôle de la ville. Reprise par les Fatimides, Ascalon est leur dernier bastion en Palestine car elle est reprise par les croisés lors d'un second siège, en 1153, au cours duquel le maître de l'ordre du Temple, Bernard de Tramelay, meurt avec tous les templiers sous ses ordres.
À la mort du dernier calife fatimide al-Adîd, le 13 septembre 1171, Saladin annexe le califat à celui de Bagdad, le rendant ainsi au sunnisme. Il reprend Ascalon à Richard Cœur de Lion en échange d'un traité de paix avec les croisés.

## La culture sous la dynastie fatimide
L'arrivée de la dynastie fatimide marque un renouveau culturel important. Les Fatimides portent un grand intérêt aux livres, aux bibliothèques et à la littérature. Ils installent une grande bibliothèque à l'intérieur même de leur palais, où ils accueillent de nombreux écrivains, historiens, juristes, savants et poètes, qui viennent se documenter, pour rédiger des ouvrages de littérature, d'histoire, de sciences ou des recueils juridiques. Véritables mécènes, ils entretiennent ainsi un grand nombre d'intellectuels, écrivains ou poètes, à qui ils attribuent d'importantes sommes d'argent et de nombreux cadeaux.
L'un des poètes les plus connus de cette époque, sous le règne du calife al-Mu‘izz, s'appelle Ibn Hâni’ al-Andalusî (m. 973). Il est réputé pour faire des descriptions très imagées, ainsi que pour son art des louanges, qu'il exprime dans des hagiographies, pas très fidèles à la réalité. Un autre poète dont l'histoire a retenu le nom, est Emara al-Yamane. Il vit à l'époque du calife Al-Fâ’iz qui régna de 1154 à 1160. Il fit l'éloge du calife, ainsi que celui de son ministre Al-Sâlih Talâ'i‘ Ibn Ruzzîk. Le grammairien ‘Uthmân Ibn al-Wazzin (m. 957), ‘Alî Ibn Muhammad al-Ayadi (m. 976), ou encore Muhammad Ibn Ja‘far Al-Kazzaz Tamîmî (m. 956), sont quelques-unes des figures marquantes de cette littérature fatimide.

## Liste des califes fatimides
- ‘Ubayd Allâh al-Mahdî (909-934)
- Al-Qâ'im bi-Amr Allah (934-946)
- Ismâ‘îl al-Mansûr Billâh (946-953)
- Al-Mu‘izz li-Dîn Allâh (953-975)
- Abû Mansûr Nizâr al-‘Azîz Billâh (975-996)
- Al-Hâkim (996-1021)
- ‘Alî az-Zâhir (1021-1036)
- Al-Mustansîr bi-llâh (1035-1094)
- Al-Musta‘lî (1094-1101)
- Al-Amir bi-Ahkâm Allâh (1101-1130)
- ‘Abd al-Majîd al-Hâfiz (1130-1149)
- Az-Zâfir (1149-1154)
- Al-Fâ’iz (1154-1160)
- Al-‘Adîd (1160-1171)

## Arbre généalogique
- `Alî (652-661), époux de Fatima, fille de Mahomet
  - Husayn (669-680)
    - `Alî Zayn al-`Âbidîn (680-712)
      - Muhammad al-Bâqir (712-743)
        - Ja'far al-Sâdiq (743-765)
          - Ismâ`il (mort en 762 ?)
            - Muhammad al-Maktûm (mort en 813)
              - Ahmad al-Wafî (en) (813-828)
                - Muhammad at-Taqî (en) (828-840)
                  - `Abd Allah ar-Radî (en) (840-881)
                    - 1er `Ubayd Allâh al-Mahdî (881-934)
                      - 2e Al-Qâ'im (934-946)
                      - 3e Al-Mansûr (946-952)
                        - 4e Al-Mu'izz (952-975)
                          - 5e Al-Azîz (975-996)
                            - 6e Al-Hakîm (996-1021)
                              - 7e Az-Zâhir (1021-1036)
                                - 8e Al-Mustansir (1036-1094)
                                  - Nizâr (mort en 1097)
                                    - Nizârites

                                  - 9e Al-Musta'li (1094-1101)
                                    - 10e Al-Âmir (1101-1130)
                                      - al-Tayyib
                                        - Tayibides

                                  - Mohammed
                                    - 11e Al-Hâfiz (1130-1149)
                                      - 12e Az-Zâfir (1149-1154)
                                        - 13e Al-Fâ’iz (1154-1160)

                                      - Yusûf
                                        - 14e Al-‘Adîd (1160-1171)